# Myrmarachne uniseriata
Myrmarachne uniseriata är en spindelart som beskrevs av Narayan 1915. Myrmarachne uniseriata ingår i släktet Myrmarachne och familjen hoppspindlar. Inga underarter finns listade i Catalogue of Life.